# Terry Yorath
Terence Charles „Terry“ Yorath (* 27. März 1950 in Cardiff) ist ein ehemaliger walisischer Fußballspieler und -trainer. Als defensiver Mittelfeldspieler gewann er mit Leeds United 1974 die englische Meisterschaft; im Jahr darauf bestritt er das Endspiel im Europapokal der Landesmeister, das unglücklich mit 0:2 gegen den FC Bayern München verloren ging. Nach seinem Wechsel ins Trainerfach scheiterte er mit der walisischen Nationalmannschaft zu Beginn der 1990er-Jahre zweimal nur knapp an der Qualifikation für ein Endrundenturnier. Wenig später arbeitete er für die Auswahl des Libanons.

## Sportlicher Werdegang

### Spielerkarriere

#### Vereinsstationen

##### Leeds United (1967–1976)
Eine Karriere als Fußballspieler schien für Terry Yorath zunächst wenig wahrscheinlich, denn vielmehr fiel er in seiner Schule als talentierter Rugby-Union-Spieler auf. Als er aber einem Fußballmatch einer Cardiff-Jugendauswahl beiwohnte, in dem sein Bruder zum Einsatz kommen sollte, fand er sich plötzlich selbst auf dem Spielfeld wieder. Cardiff hatte einen Akteur zu wenig in seiner Formation und so half Terry Yorath aus. Seine Aufgabe erledigte er dermaßen gut, dass er später zu vier walisischen Schülerländerspielen kam und die Aufmerksamkeit einiger Profiklubs auf sich lenkte. Dabei lehnte er Angebote seines Heimatklubs Cardiff City sowie der beiden aus Bristol stammenden Vereine City und Rovers ab und schloss sich stattdessen der Jugendabteilung von Leeds United an. Dort unterzeichnete er im April 1967 auch seinen ersten Profivertrag.
Auf den ersten Einsatz in der ersten Mannschaft musste er jedoch lange warten, wobei er in seiner Anfangszeit als Stammspieler in der Reservemannschaft von einem Abwehr- auf einen defensiven Mittelfeldspieler umgeschult wurde. Maßgeblich dafür war seine Stärke in der Balleroberung, die im Zentrum besser zur Entfaltung kam. Ähnlich wie andere im Verein ausgebildete Mittelfeldtalente wie Mick Bates und Terry Hibitt fiel es Yorath schwer, in die von Billy Bremner und Johnny Giles sowie Paul Madeley und Eddie Gray dominierten Positionen vorzudringen. Dadurch absolvierte er zwischen 1967 und dem Ende der Saison 1971/72 gerade einmal 22 Ligaspiele in der von Don Revie trainierten Mannschaft. Erst in der Saison 1972/73 etablierte er sich Yorath nach Verletzungsproblemen und diversen Sperren von Konkurrenten in der ersten Mannschaft. Dabei nahm er zum Schluss an zwei Pokalendspielen teil und verlor sowohl nach seiner Einwechslung im FA Cup gegen den Zweitligisten AFC Sunderland als auch im Europapokal der Pokalsieger gegen den AC Mailand mit jeweils 0:1.
Im Verlauf der Meistersaison 1973/74 war Yorath besonders nach der schwerwiegenden Verletzung von Giles eine dauerhafte Größe im Mittelfeld von Leeds United. Obwohl er mit seiner häufig groben Spielweise nie unumstritten blieb, verteidigte er auch nach Giles’ Rückkehr seine Stellung in der Mannschaft – sowohl unter Revies direktem Nachfolger Brian Clough als auch später unter Jimmy Armfield. Dabei bekleidete er häufig die linke Mittelfeldseite und mit fünf Meisterschaftstreffern in der Saison 1974/75 erzielte er die beste Jahresausbeute in seiner Laufbahn. Zum Abschluss stand er ein weiteres Mal im Finale eines europäischen Vereinswettbewerbs und verlor im Landesmeisterpokals gegen den FC Bayern München (0:2). Hierbei schaltete er durch ein berüchtigtes Foul in der vierten Minute Björn Andersson aus. Gut ein Jahr später ließ ihn Trainer Armfield im August 1976 für 125.000 Pfund zum Ligakonkurrenten Coventry City ziehen.

##### Stationen nach Leeds (1976–1986)
In insgesamt drei Jahren war Yorath in Coventry Teil einer Mannschaft, die sich mit Spielern wie Ian Wallace, Mick Ferguson, Tommy Hutchison und Graham Oakey von einem Abstiegskandidaten, der 1977 nur knapp den Klassenerhalt bewerkstelligte, zu einem Aspiranten um die Qualifikationsplätze für einen europäischen Vereinswettbewerb mauserte. Dieser wurde 1978 zwar auf dem siebten Abschlusstabellenrang zwar verpasst, aber Yorath hatte sich mit 78 Ligaeinsätzen zum Stammspieler und Mannschaftskapitän entwickelt. Ein weiteres Jahr später zog es ihn schließlich nach London zu Tottenham Hotspur, das sich im August 1979 den Transfer von Yorath die Ablösesumme von 265.000 Pfund kosten ließ.
Zumeist auf zentral-defensiven Positionen im Mittelfeld neben „Hochkarätern“ wie Osvaldo Ardiles, Glenn Hoddle und Ricardo Villa, gelegentlich aber auch als Außenverteidiger, eingesetzt, fügte er sich mit 33 Ligaeinsätzen in der Saison 1979/80 gut in die neue Umgebung ein, bevor er im Jahr darauf seinen Platz an Spieler wie den neu verpflichteten Graham Roberts verlor. Bereits im Februar 1981 verließ er daraufhin die „Spurs“ und versuchte fortan sein Glück in der nordamerikanischen NASL bei den Vancouver Whitecaps. In Vancouver hatte sein ehemaliger Mannschaftskamerad und Mittelfeldkonkurrent Johnny Giles das Traineramt übernommen und während seiner beiden Jahre engagierte sich Yorath auch im Hallenfußball. Seine Rückkehr nach England führte ihn danach im Dezember 1982 zum Drittligisten Bradford City, wo er neben der Fortführung seiner aktiven Karriere als Assistent von Trevor Cherry – ebenfalls ein alter Leeds-Weggefährte – erste Erfahrungen im Trainergeschäft zu sammeln begann. Das Trainergespann Cherry und Yorath verhalf Bradford City 1985 zum Aufstieg in die zweite Liga. Dabei erlebte Yorath jenseits des Spielfelds die Valley-Parade-Feuerkatastrophe mit. Er half aktiv bei den Evakuierungsmaßnahmen auf der Haupttribüne mit und musste sich, nachdem er sich dadurch selbst in Gefahr gebracht hatte, mit einem Sprung aus einem Fenster retten.
Im Mai 1986 erhielt er die Möglichkeit beim in der vierten englischen Liga spielenden walisischen Klub Swansea City eine Cheftrainertätigkeit anzunehmen. In Swansea absolvierte er eine einzige und die in seiner Laufbahn insgesamt letzte Ligapartie, bevor er sich vollständig der Trainertätigkeit widmete.

#### Walisische Nationalmannschaft
Yorath debütierte am 4. November 1969 in der WM-Qualifikation gegen Italien für die walisische A-Nationalmannschaft und verlor in Rom an der Seite von Mike England, Wyn Davies und Ron Davies mit 1:4. In den 1970ern wurde Yorath im defensiven Mittelfeld als Abräumer und Organisator zum Stammspieler. Dazu führte er das Team, das stets relativ chancenlos im Kampf um die Qualifikationsplätze für die Endrundenturniere blieb, häufig als Kapitän an. Einer der wenigen Achtungserfolge war am 31. Mai 1977 ein 1:0-Sieg in Wembley gegen den Erzrivalen aus England. Mannschaftskameraden von Yorath waren zu dieser Zeit beispielsweise John Mahoney und Brian Flynn. Seine Nationalmannschaftskarriere endete im Jahr 1981, als er sich dazu entschlossen hatte, seine Vereinskarriere in Nordamerika fortzusetzen.

### Trainerlaufbahn
Zwei Jahre nach seiner Amtsübernahme in Swansea gelang Yorath 1988 mit dem Aufstieg in die dritte Liga der erste von ihm hauptverantwortete Erfolg. Wenige Monate zuvor hatte er sich zudem den Posten des vakant gewordenen Platz des walisischen Nationaltrainers gesichert, den er zunächst parallel zu seinen Vereinstätigkeiten bekleidete. Sein Abschied aus Swansea und die damit verbundene Rückkehr nach Bradford wurde im Februar 1989 zu einem großen Streitpunkt und Verantwortliche der „Swans“ versuchten den Wechsel gar auf juristischem Weg zu verhindern – letztlich vergebens. Das erneute Engagement in Bradford stand unter keinem guten Stern und so verließ er gut ein Jahr später den Klub im März 1990, um wenige Tage später wieder in Swansea anzuheuern. Nach einem weiteren Jahr beendete er sein Vereinsengagement, um sich auf Vollzeitbasis der walisischen Nationalmannschaft zu widmen.
Die „Dragons“ hatten mit einer Mannschaft um Spieler wie Neville Southall, Kevin Ratcliffe, Ian Rush sowie später Mark Aizlewood, Andy Melville und Ryan Giggs zunehmende Ambitionen, sich für eine Endrunde eines großen Turniers zu qualifizieren. Unter Yorath schlug Wales im Heimspiel den amtierenden Weltmeister Deutschland und verpasste nur knapp hinter dem großen Favoriten die mögliche Teilnahme an der Euro 1992 in Schweden. Ein weiteres Mal scheiterte Yorath unglücklich mit Wales an der Qualifikation zur WM-Endrunde 1994 in den USA, aber trotz des erneuten Achtungserfolgs und großer Akzeptanz unter den aktiven Nationalspielern, verweigerte ihm der walisische Verband im Dezember 1993 eine Vertragsverlängerung.
Nach einem kurzen und wenig erfreulichen Intermezzo 1994 als „General Manager“ bei seinem Ex-Klub Cardiff 1994 (und mutmaßlich einer kurzen, interimistischen Trainertätigkeit nach der Entlassung von Eddie May), entschloss sich Yorath dazu, ein Angebot aus dem fernen Libanon anzunehmen. Nach dem Tod seines Sohnes nutzte er den Aufbau der hiesigen Nationalelf auch zu einer Art persönlicher Flucht und in den beiden Amtsjahren verhalf er im Gegenzug dem Team zu signifikanten Verbesserungen, die sich in einem Sprung um rund 60 Plätze noch vorne in der FIFA-Weltrangliste äußerten.
Zu Beginn des 21. Jahrhunderts arbeitete er als Assistent ein weiteres Mal bei Bradford City sowie später bei Sheffield Wednesday unter Paul Jewell. Als dieser entlassen wurde, behielt er zunächst seinen Posten und wurde 2001 in die Cheftrainerrolle des Zweitligisten befördert. Ein Jahr später reichte er nach einer Serie von fünf Niederlagen in sechs Ligaspielen und dem damit verbundenen Absturz auf einen Abstiegsplatz seinen Rücktritt ein. Im Jahr 2003 nahm er bei Huddersfield Town eine weitere Kotrainerstelle an und behielt diese bis Dezember 2006. Erst 2008 kehrte er ins (semiprofessionelle) Fußballgeschäft zurück. Dabei war er beim unterklassigen FC Margate – dort waren sein Bruder Dai und sein Neffe Dean aktiv gewesen – zunächst als Sportdirektor und zwischen November 2008 und September 2009 als Trainer angestellt, bevor ihn nach einer Phase schlechter Resultate Neville Southall beerbte.

## Privatleben
Yorath ist Vater von vier Kindern. Dazu zählt die bekannte Sportmoderatorin Gabby Logan, die hauptsächlich im Bereich Fußball für BBC Sport arbeitet. Sein damals 15-jähriger Sohn Daniel, dem bereits eine Karriere bei Leeds United in Aussicht gestanden hatte, verstarb im Mai 1992 plötzlich an den Folgen einer angeborenen Herzschwäche, nachdem er mit seinem Vater Fußball im Garten gespielt hatte.
Mediale Aufmerksamkeit erregte Yorath weiterhin im Jahr 2004 durch eine Trunkenheitsfahrt, die in einen Unfall resultierte, bei dem sich wiederum eine 27-jährige Frau schwer verletzte. Er bekannte sich im anschließenden Strafverfahren schuldig und erhielt gleichsam ein 30-monatiges Fahrverbot und die Pflicht zur Ableistung von 60 Sozialstunden.

## Titel/Auszeichnungen
- Englische Meisterschaft (1): 1974